# زرافگان
زرافگان (نام علمی: Giraffidae) خانواده‌ای از پستانداران گیاه‌خوار و نشخوارکننده هستند که به راسته جفت‌سم‌سانان تعلق دارند و از حدود ۲۰ میلیون سال پیش تاکنون بر روی زمین زندگی می‌کنند. در گذشته انواع متعددی از آن‌ها در سراسر اروپا، آسیا و آفریقا وجود داشته‌اند ولی اکنون تنها دو تیره از آن‌ها و آن هم تنها در قاره آفریقا باقی‌مانده‌اند. یک گونه از زرافه بلندترین جانور روی زمین به همراه یک گونه از گور زرافه تنها زرافگان باقی‌مانده بر روی زمین هستند.
زرافه دشت‌ها و فضاهای کم‌درخت مانند ساوانا را به عنوان زیستگاه انتخاب کرده‌است و زرافه‌های گردن‌کوتاه در جتگل‌های انبوه بارانی کنگو را ترجیح می‌دهد. این دو گونه در ظاهر بسیار متفاوت هستند اما شباهت‌های زیادی نیز دارند. داشتن یک زبان بلند و تیره رنگ، دندان‌های نیش چندبخشی و شاخ‌هایی پوشیده از پوست از جمله این شباهت‌ها هستند.
زرافه‌ها از نزدیک‌ترین خویشاوندانشان شاخ چنگالان، گاوسانان و گوزن‌ها هستند.

## نگارخانه

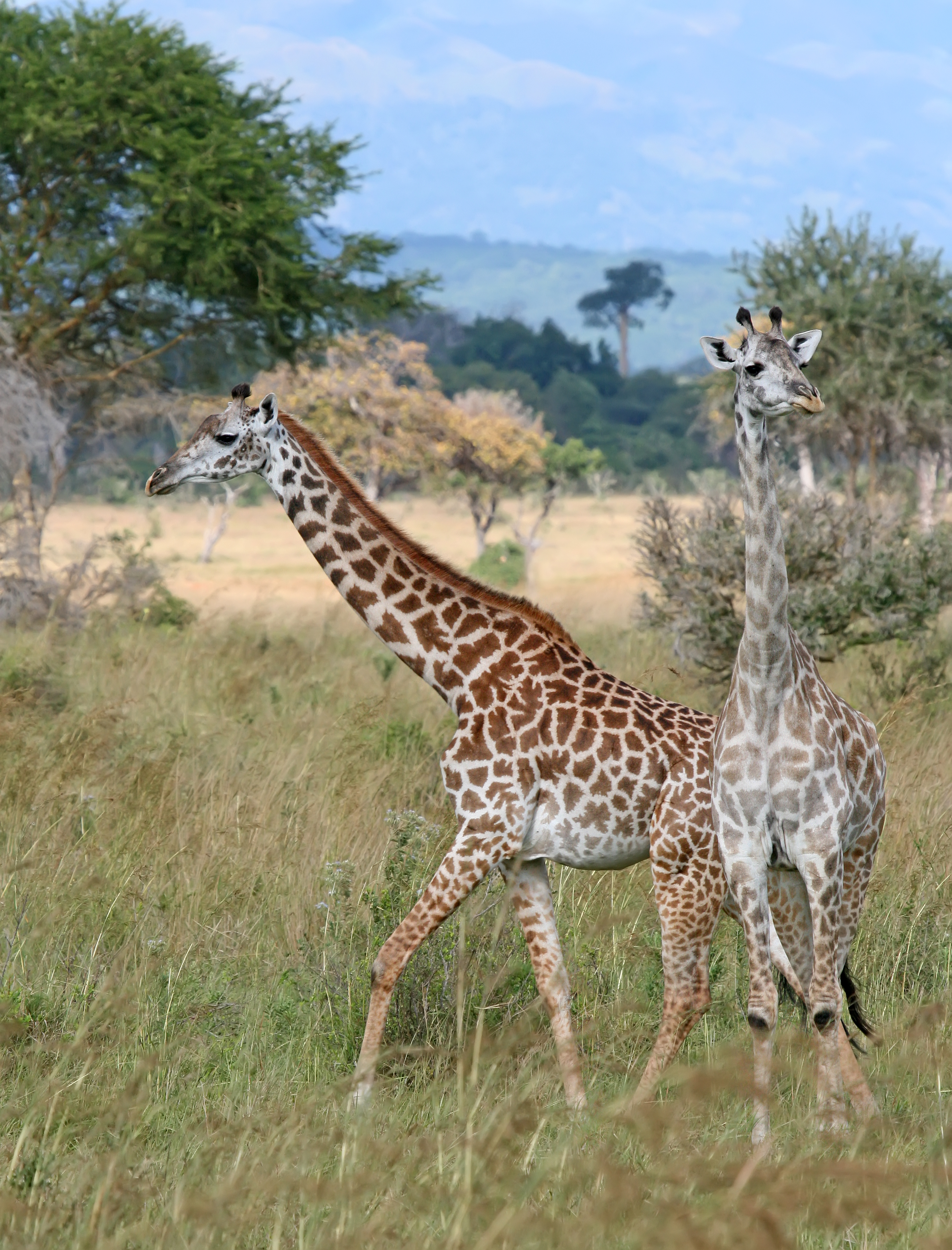
زرافه در پارک ملی میکومی
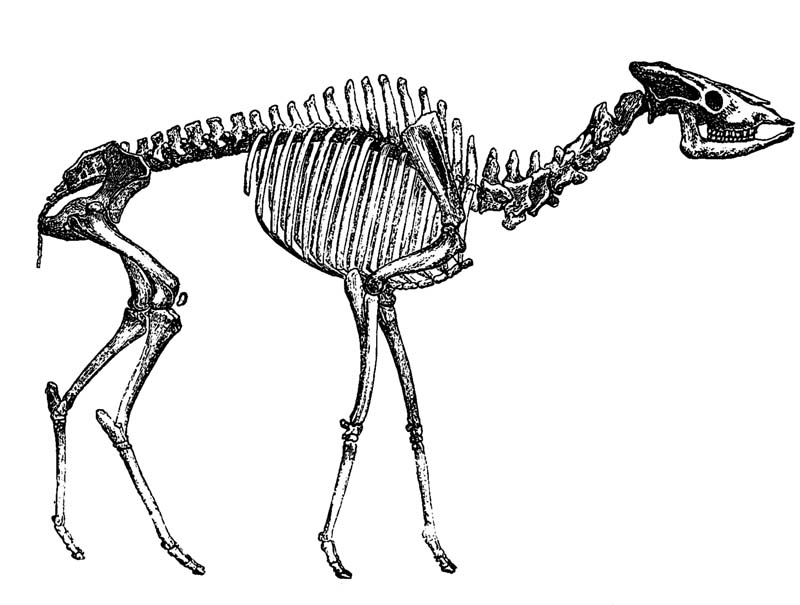
اسکلت Helladotherium که اکنون منقرض شده‌است.